# Resolució 1203 del Consell de Seguretat de les Nacions Unides
La Resolució 1203 del Consell de Seguretat de les Nacions Unides fou adoptada el 24 d'octubre de 1998. Després de recordar les resolucions 1160 (1998) i 1199 (1998) sobre Kosovo, el Consell va exigir que la República Federal de Iugoslàvia (Sèrbia i Montenegro) complís les resolucions anteriors del Consell de Seguretat i cooperés amb l'Organització per a la Seguretat i la Cooperació a Europa (OSCE) i les missions de verificació a Kosovo.
La resolució va ser desencadenada per la massacre de Gornje Obrinje.
El 16 d'octubre de 1998 es va signar un conveni a Belgrad entre Sèrbia i Montenegro i l'OSCE, que preveia la creació d'una missió de verificació a Kosovo, i les verificacions aèries sobre Kosovo acordades el dia anterior. The Secretary-General Kofi Annan was to send a mission to the Federal Republic of Yugoslavia to assess the situation on the ground in Kosovo.
El Consell de Seguretat va declarar que el conflicte a Kosovo s'hauria de resoldre pacíficament i que el territori tingués una major autonomia i una autoadministració significativa. Mentrestant, es va condemnar la violència, el terror, el subministrament d'armes i la formació als terroristes a Kosovo en busca d'objectius polítics. Hi va haver preocupació que s'havien tancat els punts de venda de mitjans independents a la República Federal de Iugoslàvia, a més de la imminent catàstrofe humanitària a Kosovo.
En veure el conflicte com una amenaça per a la pau i la seguretat internacionals i actuant sota el Capítol VII de la Carta de les Nacions Unides, la resolució exigia que Sèrbia i Montenegro complissin de manera immediata i completa els acords amb l'OTAN i l'OSCE. El lideratge albanès de Kosovo també havia de complir els acords i les resolucions anteriors del Consell de Seguretat. Es va instar a ambdues parts a dialogar per resoldre la crisi i cooperar amb esforços internacionals per millorar la situació humanitària. Els albanokosovars havien de renunciar al terrorisme i perseguir els seus objectius pacíficament i es va reafirmar que tots els refugiats tenien dret a tornar a casa.
Finalment, es va declarar que els delictes comesos contra la població havien de ser investigats pel Tribunal Penal Internacional per a l'antiga Iugoslàvia i es va demanar assistència internacional a aquest efecte.
La resolució 1203 va ser aprovada per 13 vots contra cap en contra, amb dues abstencions de la Xina i Rússia que es van oposar a l'ús de la força. Xina també es va mostrar en contra d'una resolució que pressionaria els assumptes interns de la República Federal de Iugoslàvia i Rússia va afirmar que la resolució no havia tingut en compte els esdeveniments positius a Belgrad.